# Bojan Nastić
Bojan Nastić, né le 6 juillet 1994 à Vlasenica en Bosnie-Herzégovine, est un footballeur international bosnien. Il évolue au poste d'arrière gauche.

## Carrière
Bojan Nastić commence sa carrière de footballeur professionnel le 1er mars 2012 en Serbie au FK Vojvodina, il y joue quatre saisons avant d'être recruté le 10 août 2016 au KRC Genk en Belgique.

## Palmarès
BATE Borisov
- Vainqueur de la Coupe de Biélorussie en 2020.